# Saharanische Sprachen

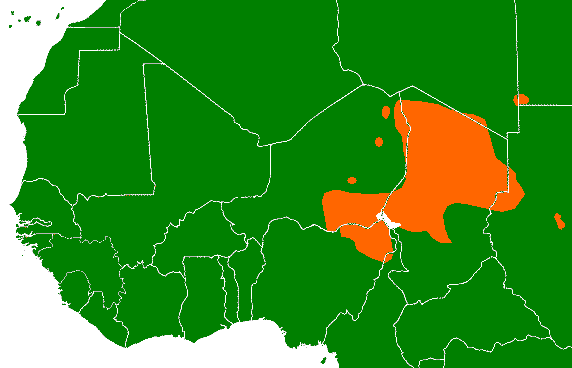
Verbreitungsgebiet der saharanischen Sprachen

Die saharanischen Sprachen (auch saharische Sprachen oder saharauische Sprachen) sind eine afrikanische Sprachgruppe, deren Sprachen vor allem in Niger, Tschad, Sudan und im Süden Libyens gesprochen werden. 
Die saharanischen Sprachen sind ein Zweig der genetisch sehr divergenten nilo-saharanischen Sprachfamilie, eine der vier großen afrikanischen Sprachfamilien.
Zu den saharanischen Sprachen gehören: 
- Östliche Gruppe:
  - Berti
  - Zaghawa (auch: Beria)
- Westliche Gruppe:
  - Kanuri
    - Bilma-Kanuri
    - Kanembu
      - Bornu

    - Manga-Kanuri
    - Zentral-Kanuri
    - Tumari-Kanuri

  - Tubu
    - Dazaga (auch: Gorane)
    - Tedaga